# Arthur W. Mitchell

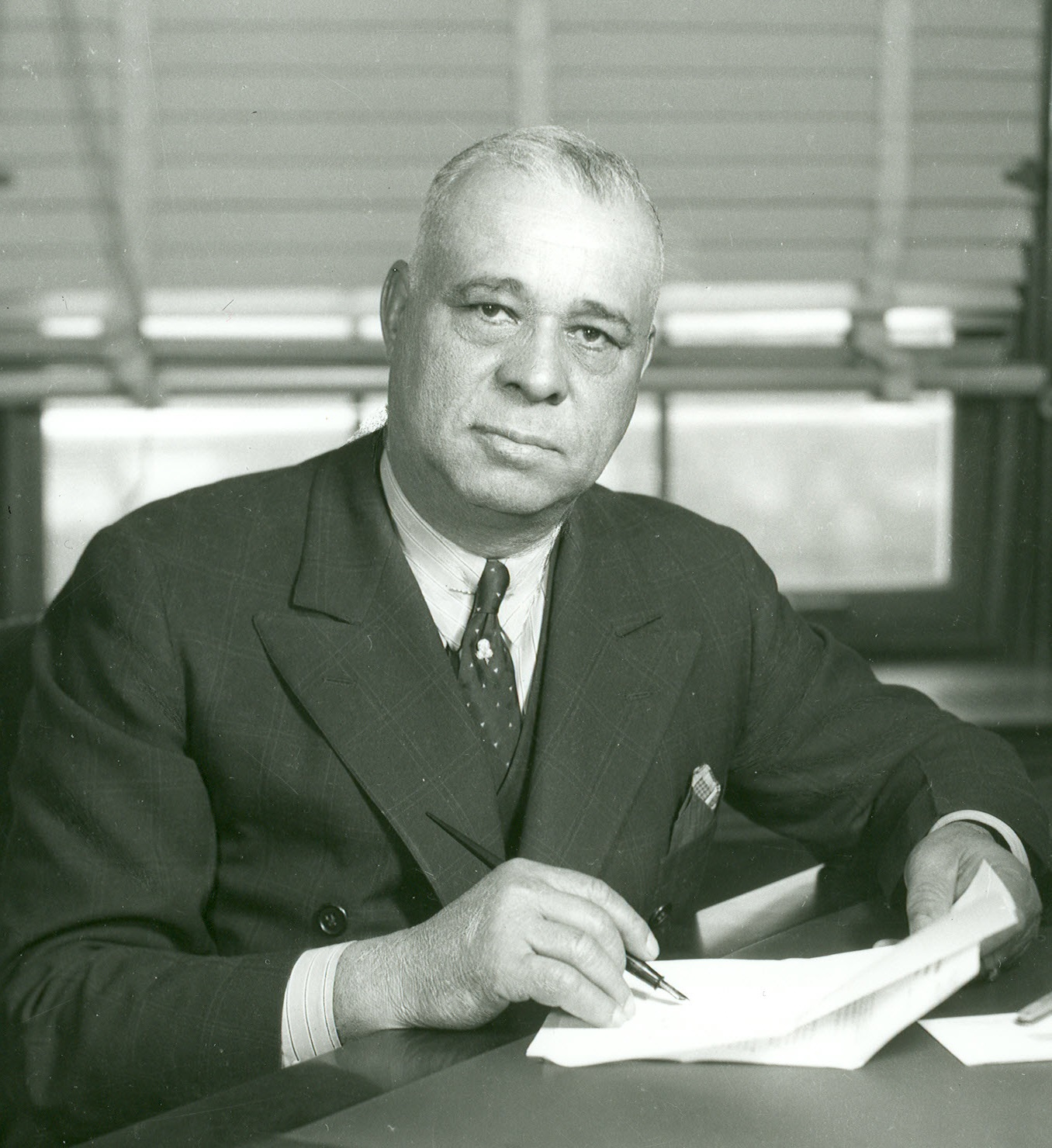
Arthur W. Mitchell

Arthur Wergs Mitchell (* 22. Dezember 1883 bei La Fayette, Chambers County, Alabama; † 9. Mai 1968 in Petersburg, Virginia) war ein US-amerikanischer Politiker der Demokratischen Partei, der den Bundesstaat Illinois im US-Repräsentantenhaus vertrat, und der erste Afroamerikaner, der für die Demokratische Partei Abgeordneter des US-Repräsentantenhauses wurde.

## Leben
Nach dem Besuch öffentlicher Schulen studierte Mitchell, Sohn eines Farmers, am Tuskegee Institute und war anschließend mehrere Jahre Lehrer an Schulen in ländlichen Gebieten Alabamas. Später war er Gründungspräsident der Armstrong Agricultural School in West Butler, ehe er ein Studium der Rechtswissenschaften an der Columbia University sowie der Harvard University absolvierte. Nach seiner anwaltlichen Zulassung nahm er 1927 eine Tätigkeit als Rechtsanwalt in Washington, D.C. auf, ehe er 1929 eine Anwaltskanzlei in Chicago eröffnete. Daneben war er an Grundstücksgeschäften beteiligt. Zwischen 1926 und 1934 war er zudem Präsident der überwiegend afroamerikanischen akademischen Gesellschaft Phi Beta Sigma.
Seine politische Laufbahn begann während des New Deal in den 1930er Jahren, als er als Kandidat der Demokraten bei den US-Kongresswahlen 1934 erstmals zum Mitglied in das US-Repräsentantenhaus gewählt wurde. In diesem vertrat er als Nachfolger des afroamerikanischen Republikaners Oscar Stanton De Priest vom 3. Januar 1935 bis 3. Januar 1943 den ersten Kongresswahlbezirk von Illinois. Er war dadurch der erste afroamerikanische Kongressabgeordnete der Demokraten. Während dieser Zeit war er sowohl 1936 als auch 1940 Delegierter bei den Democratic National Conventions.
Während seiner Zugehörigkeit zum Kongress legte er Gesetzentwürfe gegen die Lynchjustiz vor. Nachdem er später auf einer Zugfahrt wegen seiner Hautfarbe gezwungen worden war, vor der Einfahrt in den Staat Arkansas in ein Zugabteil zu wechseln, das nicht weißen Fahrgästen vorbehalten war, führte er eine Klage gegen die Illinois Central Railroad und die Chicago, Rock Island and Pacific Railroad vor dem Obersten Gerichtshof der USA. Dieser entschied in einem Urteil, dass die von den beiden Eisenbahnunternehmen praktizierte Art von Rassentrennung nach dem Grundsatz Separate but equal gegen das Interstate Commerce Act of 1887 verstößt.
Nachdem er 1942 auf eine erneute Kandidatur verzichtet hatte, nahm er seine Tätigkeit als Anwalt wieder auf und engagierte sich daneben in der Bürgerrechtsbewegung sowie durch öffentliche Vorlesungen. Später ließ er sich auf einer Farm in Dinwiddie County nieder, die er Land of a Thousand Roses nannte und auf der er nach seinem Tod bestattet wurde.

## Hintergrundliteratur
- John Morris Knapp: A Carpetbagger in Reverse: Arthur W. Mitchell, America’s First Black Democratic Congressman. University of Alabama Press, Tuscaloosa 2024, ISBN 978-0-8173-2215-1.
- Dennis S. Nordin: The New Deal’s Black Congressman: A Life of Arthur Wergs Mitchell, University of Missouri Press, 1997